# Hermann VI. (Weimar-Orlamünde)
Hermann VI., nach anderer Zählweise Hermann VIII. († 1372), war ein Graf von Weimar-Orlamünde aus dem Geschlecht der Askanier.
Hermann VI. war ein Sohn des Grafen Hermann IV. und der Frau Mechthild († nach 1339), einer Tochter des Grafen Friedrich von Rabenswalde († 1315) und dessen Frau Elisabeth, Gräfin von Mansfeld und Osterfeld († 1320). Er heiratete 1328 Katharina, eine Tochter Ottos II. von Anhalt und der Elisabeth von Meißen, die 1322 in zweiter Ehe seinen Bruder Friedrich geheiratet hatte.
Hermann folgte 1365 seinem Bruder Friedrich als Erbe der Grafschaft nach, allerdings unterstellte er sich der Lehensherrschaft der Wettiner. Aus seiner Ehe mit Katharina gingen zwei Töchter hervor.